# Monuments of Mars
Monuments of Mars – komputerowa gra platformowa stworzona na platformę DOS, wydana przez Apogee Software w 1990 roku. Gracz wciela się w rolę astronauty, który wyrusza z misją ratunkową na Marsa.
Oryginalnie gra została wydana w modelu shareware, od 2009 roku dostępna jest jako freeware. W 2015 roku gra została wydana na platformie Steam ze wsparciem systemów Windows i MacOs.

## Fabuła
Fabuła gry jest inspirowana m.in. książką Richarda C. Hoaglanda pt.: Monuments of Mars – A City on the Edge of Forever. Akcja gry dzieje się na Marsie, gdzie zadaniem gracza jest ustalić, co się stało z członkami poprzednich ekspedycji NASA, które badały tytułowe monumenty. Na miejscu bohater odkrywa rozbudowany kompleks zbudowany przez obcych. Wewnątrz roi się od wrogo nastawionych strażników.

## Rozgrywka
Gra podzielona jest na cztery części, które funkcjonują jako osobne aplikacje: „First Contact”, „The Pyramid”, „The Fortress” oraz „The Face”.
Każda z części zawiera dwadzieścia jednoekranowych etapów. W każdym z nich celem gracza jest dotarcie do wyjścia, które zazwyczaj znajduje się za zamkniętą śluzą. Tę trzeba najpierw otworzyć przy pomocy przycisku. Pomyślne ukończenie etapu automatycznie przenosi gracza do kolejnego.
Bohater kierowany przez gracza może skakać i strzelać z pistoletu laserowego. Liczba dostępnych strzałów jest ograniczona, ale można ją uzupełniać, zbierając dodatkowe akumulatory. W obrębie etapu gracz musi poradzić sobie z różnymi przeszkodami (roboty, kosmici, bariery laserowe itp.). Występują też ruchome platformy i przełączniki. Kontakt fizyczny z wrogiem, trafienie pociskiem czy dotknięcie bariery energetycznej kończy się natychmiastową śmiercią bohatera. W takim przypadku dany etap trzeba przechodzić od początku. Liczba żyć bohatera nie jest w żaden sposób limitowana, co według Scotta Millera było pierwszym tego typu rozwiązaniem na platformie PC.
Gra zlicza punkty zdobywane przez gracza i w zależności od ich liczby wynik gracza może znaleźć się na tablicy 10. najlepszych wyników.
Punkty zdobywa się, zbierając migające trójkąty (1000 punktów), litery M, A, R, S (2000 punktów + 10 000, jeśli zostaną zebrane w odpowiedniej kolejności). Punktowane jest również zabijanie kosmitów (250 lub 500 punktów), niszczenie anten (1500 punktów), zbieranie modułów energetycznych (250 punktów) i ratowanie astronautów (50 000 punktów).

## Produkcja
Grę w całości napisał Todd Replogle. Część źródeł wskazuje, że Monuments of Mars korzysta z tego samego silnika, co Pharaoh’s Tomb i Arctic Adventure, jednak twórca Pharaoh’s Tomb zdementował te informacje. Przy projektowaniu gry duży udział miał założyciel Apogee Software – Scott Miller. To on wpadł na pomysł, aby w grze nie wprowadzać ograniczonej liczby żyć. Zaprojektował też pierwsze 15 etapów.

## Odbiór
Recenzje branżowe z XXI wieku wskazują na liczne niedoskonałości techniczne i słabo zaprojektowane etapy, których ukończenie jest zdecydowanie zbyt łatwe. Krytycy wśród zalet wymieniają dokładny model detekcji kolizji i dobre wykorzystanie palety CGA do przedstawienia powierzchni Marsa. Redakcja brytyjskiego magazynu „PC Review” wystawiła grze ocenę 8/10.